# Holznot

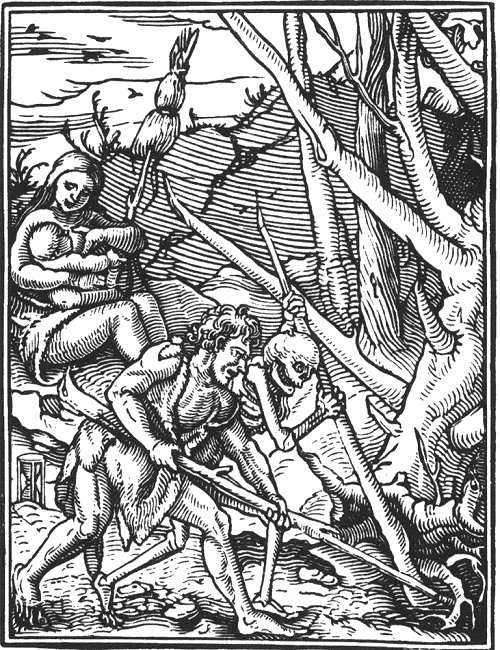
Desflorestação como parte da "Dança Macabra" (1538) de Hans Holbein, o Jovem.

Holznot (crise da madeira em alemão) é um termo histórico para uma crise de fornecimento de madeira existente ou iminente.

## Uso histórico

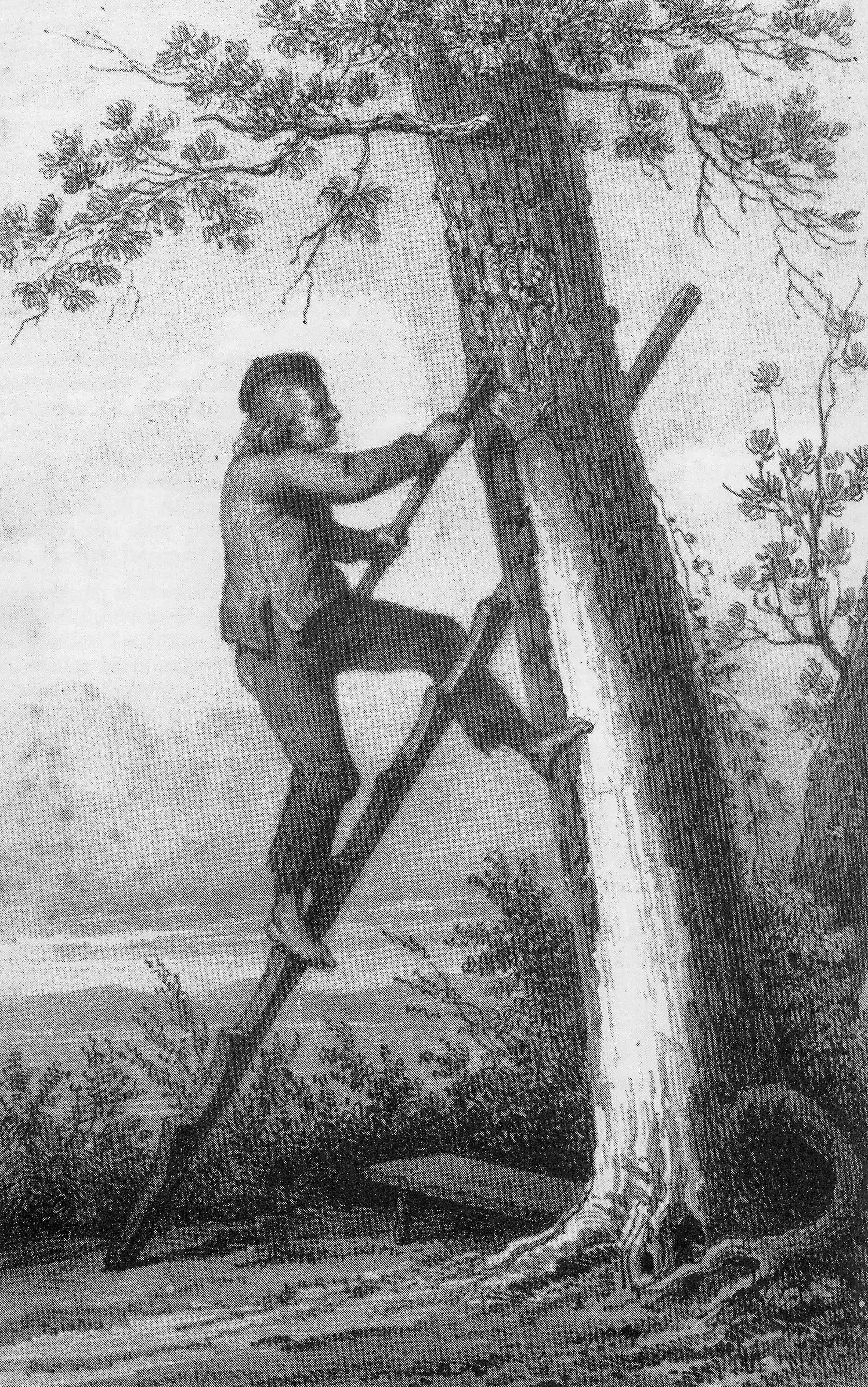
Os trabalhadores da resina eram vistos como ultrapassados e prejudiciais à silvicultura moderna.

Em particular, o conceito foi aplicado à Europa Central por volta do final do século XVI até o início do século XIX em inúmeras fontes. Em quase todas as regiões de língua alemã, a escassez de madeira e as medidas de poupança de madeira resultantes tornaram-se um tópico importante. Estudiosos da história e da silvicultura não contestaram a escassez de madeira per se muito tempo. Além da tragédia da lenda dos comuns, o suposto Holznot foi fundamental para motivar a mudança do uso da floresta como parte da agricultura de subsistência para a silvicultura profissional moderna e foi uma base importante para o desenvolvimento da ciência florestal moderna por volta de 1800. Por volta da década de 1980, o historiador ambiental Joachim Radkau começou a levantar dúvidas sobre a suposta escassez de madeira no século XVIII, dando início a uma controvérsia de investigação entre historiadores alemães, chamada de "Holznotdebatte". Radkau debateu, por exemplo, com Rolf Peter Sieferle sobre a existência, extensão e impacto espacial e social da escassez de madeira percebida ou real e o contexto ideológico e económico associado. Radkau duvidou que o Holznot tivesse existido. Semelhante à tragédia dos comuns, ele viu um forte motivo ideológico para acabar com o acesso dos agricultores tradicionais à floresta.
Radkau repete a noção de Werner Sombart da fase pré-industrial como uma "Idade da Madeira", onde a madeira constituía a substância-chave para energia combustível, construção e maquinário. Enquanto Sombart foi positivo sobre a mudança para uma "idade do ferro", Radkau é crítico sobre o suposto declínio da "civilização da madeira". Antes do século industrial, o "freio de madeira", como ele o chama, era um componente da estabilidade, da ecologia e da ordem económica e social tradicional. Em conexão com as primeiras corridas de mineração medievais nas Montanhas Ore ("Berggeschrey"), a escassez regional de madeira deu origem ao primeiro uso da sustentabilidade na silvicultura alemã.
No entanto, a situação começou a mudar no século XVI, como ponto de encontro da expansão capitalista e da formação do Estado absolutista. A partir do século XVI, o comércio marítimo mundial, a construção de casas na Europa e a indústria de mineração nas montanhas provocaram um aumento acentuado no consumo de madeira. O Estado absolutista pediu uma nova ordem de uso das florestas e dos direitos de propriedade da área em detrimento do pastoreio de gado e do uso tradicional das florestas, como na extração de resina. As queixas sobre a escassez de madeira serviram, segundo Radkau, para legitimar a intervenção estatal e para excluir grupos tradicionais de utilizadores, como os trabalhadores da resina e as pastagens de madeira, em favor de consumidores de madeira mais rentáveis.

## Pico da madeira
O termo pico da madeira refere-se ao momento em que a taxa máxima de extração de madeira é atingida. O termo "pico" refere-se ao pico de Hubbert de um recurso. Assim, o pico da madeira e o pico do petróleo não podem ser comparados diretamente. Ao contrário de recursos como o petróleo, que são destruídos durante o uso, a madeira cresce e é reciclada continuamente, mas requer habitat (florestas, bosques e plantações de madeira).
O autor Steve Hallett argumenta no livro Life Without Oil, de 2011, que a desflorestação durante o período romano pode ter causado a queda do Império Romano. Como a madeira tinha que ser transportada de cada vez mais longe, Hallett sugere que a lei dos retornos decrescentes prejudicava o desempenho económico da indústria romana, deixando Roma vulnerável a outros problemas bem documentados de invasão e divisão interna. Hallett apresenta a história como um conto de advertência, fazendo comparações com o destino potencial da sociedade contemporânea após um cenário de pico do petróleo.